# Aeonium burchardii
Aeonium burchardii är en fetbladsväxtart som först beskrevs av Praeger, och fick sitt nu gällande namn av Praeger. Aeonium burchardii ingår i släktet Aeonium och familjen fetbladsväxter. Inga underarter finns listade i Catalogue of Life.